# (882) Swetlana
(882) Swetlana ist ein Asteroid des Hauptgürtels, der am 15. August 1917 vom russischen Astronomen Grigori N. Neujmin am Krim-Observatorium in Simejis entdeckt wurde.
Die Herkunft des Namens ist nicht bekannt.